# Anticla carya
Anticla carya är en fjärilsart som beskrevs av Druce 1887. Anticla carya ingår i släktet Anticla och familjen silkesspinnare. Inga underarter finns listade i Catalogue of Life.